# Ratanice
Ratanice est une localité polonaise de la gmina de Czernichów, située dans le powiat de Cracovie en voïvodie de Petite-Pologne.